# Jan Kitrys
Jan Kitrys (ur. 14 listopada 1816 w Ropczycach, zm. 7 stycznia 1901) – ksiądz, od 1860 kanonik kapituły tarnowskiej, poseł do IV kadencji Sejmu Krajowego Galicji.

## Życiorys
Był synem szewca Antoniego, gimnazjum ukończył w Rzeszowie, filozofię i teologię studiował we Lwowie, a następnie w Tarnowie, gdzie 2 września z rąk biskupa Franciszka Zachariasiewicza przyjął święcenia. Został wikarym w Myślenicach, po 2 latach powrócił do Tarnowa, gdzie pracował jako wikary w tarnowskiej katedrze. w listopadzie 1845 skierowany do pracy w Dąbrowie Tarnowskiej. W nocy 18 lutego 1846 został aresztowany po czteromiesięcznym więzieniu i rozprawie sądowej we Lwowie został zwolniony wrócił do Dąbrowy, ale pod koniec października 1846 pozbawiono go probostwa i skazano na rekolekcje, które odprawił u OO. Bernardynów w Przeworsku. Po zwolnieniu, dzięki amnestii w lutym 1848 objął wikariat w Rychwałdzie, 29 grudnia 1848 został proboszczem w Porębie Spytkowskiej stąd 26 września 1849 przeniesiono go na proboszcza Przeciszowie. 26 marca 1861 został proboszczem w Szczurowej. Po pożarze kościoła w 1886 zajął się jego odbudową zatrudniając Jana Sasa-Zubrzyckiego. W 1885 założył szkołę w Szczurowej wcześniej w 1867 został wybrany do Rady Powiatowej w Brzesku, a w 1874 do Rady Szkolnej Okręgowej w Bochni. W wyborach do Sejmu Krajowego Galicji w 1877 został posłem z IV kurii Okręgu Brzesko-Radłów-Wojnicz. Od 1886 pełnił urząd dziekana dekanatu wojnickiego, od 1891 dziekana dekanatu radłowskiego. Spoczywa na cmentarzu w Szczurowej.